# Socialistische Verenigde Partij van Rusland
De Socialistische Verenigde Partij van Rusland (Russisch: Социалистическая единая партия России, СЕПР; Sotsialisticheskaja jedinaja partija Rossii, SEPR) was een socialistische en links-nationalistische partij in de Russische Federatie die van 2002 tot 2008 bestond. De partij ontstond na een fusie van Geestelijk Erfgoed van Aleksei Podberezkin en de Socialistische Partij van Rusland van Ivan Rybkin. Van 2003 tot 2006 maakte SEPR deel uit van de coalitie Rodina ("Moederland") en in 2008 ging de partij op in Rechtvaardig Rusland.